# Things I've Never Said
Things I've Never Said è il primo album in studio della cantante britannica Frances, pubblicato nel marzo 2017.

## Tracce
Edizione Standard
1. Don't Worry About Me – 3:41
2. Love Me Again – 2:47
3. Drifting – 3:42
4. Cloud 9 – 3:26
5. Let It Out – 3:52
6. No Matter – 3:28
7. Under Our Feet – 4:52
8. Grow – 3:59
9. Say It Again – 3:17
10. Sublime – 4:11
11. The Last Word – 3:27

Edizione Deluxe - tracce bonus
1. When It Comes to Us (featuring RITUAL) – 4:09
2. It Isn't Like You – 4:36
3. Cry Like Me – 3:11
4. Borrowed Time – 3:18
5. The Smallest Thing – 3:32